# Grande Assembleia Estatal
A Grande Assembleia Estatal (mongol: Улсын Их Хурал; Ulsyn Ikh Khural) é o poder legislativo unicameral da Mongólia. A assembleia é composta por 76 membros que são escolhidos através de eleições realizadas a cada quatro anos. As sessões ocorrem no Palácio do Governo, localizado na Praça Sukhbaatar, em Ulaanbaatar.
A eleição para a assembleia usa votação por pluralidade e ocorre em todas as 21 províncias do país. Para votar, um cidadão mongol deve ter 18 anos ou mais e morar na Mongólia. Qualquer pessoa com mais de 25 anos pode se candidatar a cargos eletivos. Novas eleições são realizadas se a assembleia for dissolvida, se dois terços dos membros votarem pela dissolução, se o presidente dissolver a assembleia ou se o presidente, ou metade de seu gabinete, renunciar.

## Funções
A assembleia tem poder legislativo e de supervisão. Suas funções legislativas consistem principalmente na preparação e execução de sessões plenárias ou de comissões permanentes, discussão de projetos e aprovação de resoluções processuais. 
A execução de seus poderes de supervisão ocorrem por meio de: audição de relatórios do gabinete do governo e outras organizações que respondem diretamente à assembleia; consulta ao primeiro-ministro, membros do gabinete e executivos de outros órgãos governamentais diretamente responsáveis perante a assembleia, exigindo respostas sobre questões políticas e processuais; avaliação da implementação de leis e outras resoluções da assembleia no gabinete do governo e outras organizações que respondem diretamente à assembleia; veredito sobre ofensas profissionais ou éticas cometidas pelo primeiro-ministro, membros do gabinete e aqueles que foram nomeados pela assembleia, ou executivos e membros de outros órgãos diretamente responsáveis perante a Grande Assembleia Estatal.

## Galeria

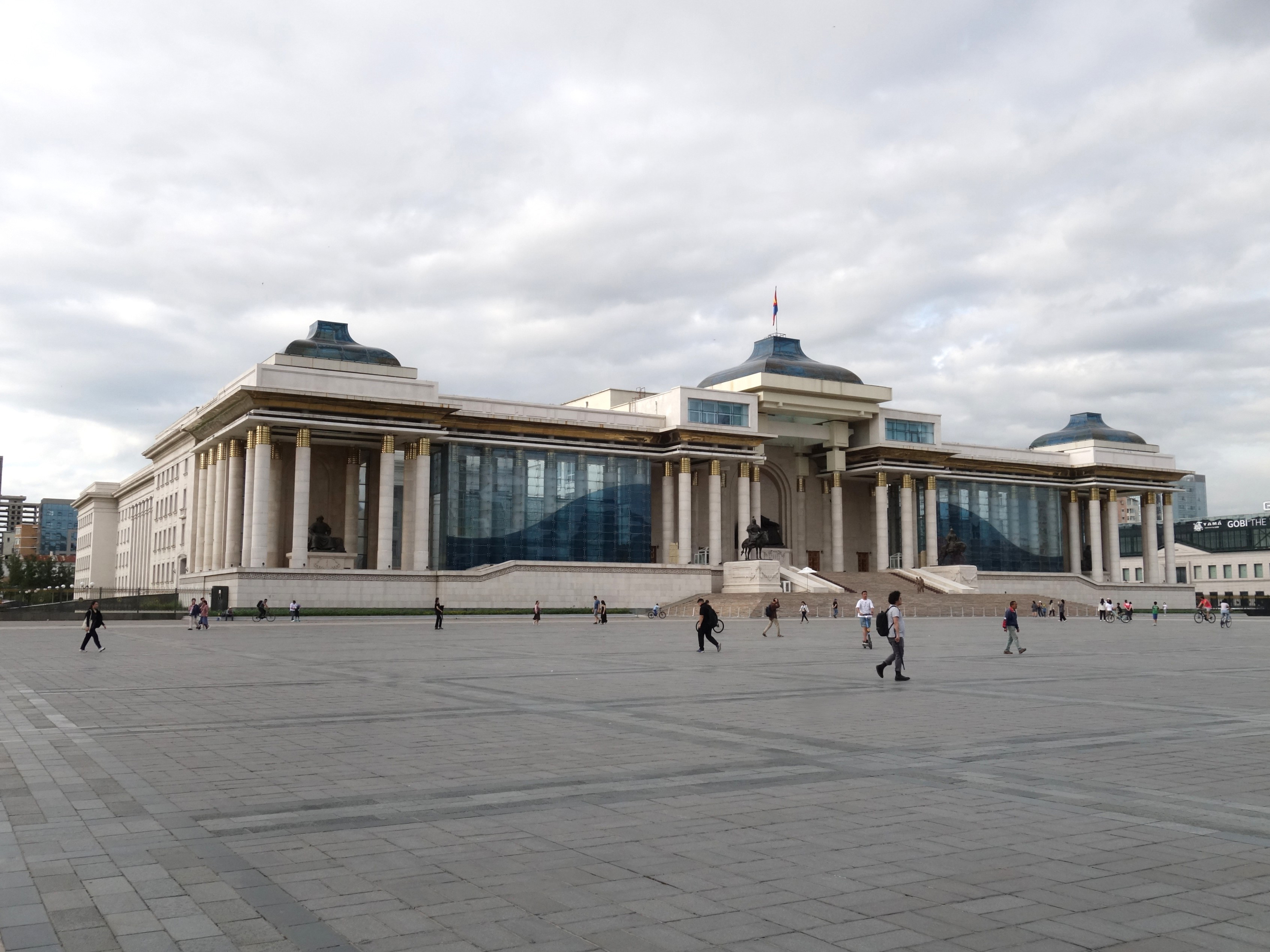
O prédio do parlamento em Ulaanbaatar.